# Dela Dabulamanzi
Dela Dabulamanzi (geb. Gakpo, * 30. Mai 1980 in Köln) ist eine deutsche Film- und Theaterschauspielerin sowie Synchron-, Hörbuch- und Hörspielsprecherin.

## Leben und Wirken
Dabulamanzi wurde in Köln geboren und war 2005 Mitglied der Sat.1 Actors Class. Von 2006 bis 2009 wurde sie an der Akademie für Schauspiel und Film Reduta in Berlin im Fachbereich Schauspiel ausgebildet. Seit 2003 ist Dabulamanzi in verschiedenen Spielfilm- und Fernsehproduktionen zu sehen. 2007 spielte sie im Episodenfilm GG 19 – Deutschland in 19 Artikeln in den Kurzfilmen zu Artikel 10 und Artikel 16 mit. 2009 war sie in einer Nebenrolle im Tatort: Rabenherz und erneut im Jahr 2013 im Tatort Scheinwelten zu sehen. 2016 spielte sie die Episodenhauptrolle Delali Soussou in der Folge Rabenmutter der Serie Der Kriminalist. 2017 wurde sie für eine wiederkehrende Rolle in mehreren Folgen von Die Fallers – Die SWR Schwarzwaldserie besetzt. 2020 ist sie in der wiederkehrenden Rolle der Psychologin Dr. Owusu in der Netflixproduktion Das letzte Wort zu sehen.
Von 2007 bis 2010 spielte Dabulamanzi am Grips-Theater Berlin in schwarzweißLila, für diese Rolle wurde sie für den Ikarus-Preis nominiert. 2013 spielte sie unter der Regie von Volker Hesse in der mit dem 3. Platz des Inthega-Preises prämierten Produktion Licht im Dunkel am Ernst-Deutsch-Theater Hamburg. Außerdem zu sehen war sie beispielsweise 2012 in Welt 3.0 Machinerie Hilfe am Stadttheater Konstanz, von 2015 bis 2018 in Alle da unter der Regie von Göksen Günten am Atze Musiktheater Berlin und von 2016 bis 2018 in Weihnachten auf dem Balkon am Winterhuder Fährhaus Hamburg und der Komödie am Kurfürstendamm Berlin.
Dabulamanzi ist unter anderem deutsche Synchronsprecherin für US-Schauspielerin Uzo Aduba und lieh ihr von 2013 bis 2019 die Stimme in Orange Is the New Black und 2019 in Beats. Auch für Danai Gurira in der Rolle des General Okeye in den Avengers-Filmen sprach Dabulamanzi die Synchronrollen ein. 2019 synchronisierte sie die Hauptrolle von Cynthia Erivo in Harriet – Der Weg in die Freiheit. Seit 2021 spielt sie in Almania die Rolle der stellvertretenden Direktorin Aminata Müller.
Dabulamanzi ist Mitglied im Künstlerkollektiv Label Noir, das sich dafür einsetzt, dass Menschen mit schwarzer Hautfarbe in Film, Fernsehen und Theater nicht nur mit Rollen besetzt werden, die die Hautfarbe nutzen, um Exotik und Fremdheit zu generieren.

## Mitwirkung in Werken (Auswahl)

### Als Film- und Fernsehschauspielerin
- 2007: GG 19 – Deutschland in 19 Artikeln
- 2009: Tatort: Rabenherz (Fernsehreihe)
- 2010: Kommissar LaBréa – Todesträume am Montparnasse (Fernsehreihe)
- 2013: Willkommen bei Habib
- 2013: Tatort: Scheinwelten
- 2016: Der Kriminalist (Fernsehserie, Folge 11.10: Rabenmutter)
- 2017: Die Fallers – Die SWR Schwarzwaldserie (Fernsehserie, drei Folgen)
- 2018: Druck (Fernsehserie, Folge 1.05: Vorfreude und Folge 1.10: Partyhelden)
- 2018: Beat (Fernsehserie, Folge 1.03: BPM)
- 2019: Sag du es mir
- 2020: Der Staatsanwalt (Fernsehserie, Folge 15.05: Spiel, Satz, Tod)
- 2020: Das letzte Wort (Fernsehserie)
- 2021: Katakomben (Fernsehserie, zwei Folgen)
- seit 2021: Almania
- 2021: PARA – Wir sind King (Fernsehserie)
- 2021: Queens of Comedy (Fernsehserie)
- 2021: Ivie wie Ivie
- 2021: Krass Klassenfahrt
- 2021: Kroymann (Satiresendung, 1 Folge)
- 2021–2024: Rentnercops (Fernsehserie, durchgehende Rolle ab Staffel 5 / Folge 62)
- 2022: Polizeiruf 110: Seine Familie kann man sich nicht aussuchen (Fernsehreihe)
- 2023: Das Leben ist kein Kindergarten: Vaterfreuden (Fernsehreihe)
- 2023: Die drei ??? – Erbe des Drachen
- 2023: The Woddafucka Thing
- 2023: Endlich Witwer – Über alle Berge
- 2023: Neue Geschichten vom Pumuckl (als Frau Klingemann)
- 2023: Polizeiruf 110: Nur Gespenster
- 2024: Sterben für Beginner (Fernsehfilm)
- 2025: SOKO Leipzig: Schwarz ist alle Farben
- 2025: In aller Freundschaft – Die jungen Ärzte: Zäsur
- 2025: Polizeiruf 110: Böse geboren (Fernsehreihe)

### Als Synchronsprecherin
- 2008: Sophie Okonedo (in der Rolle Sandra Laing) in Skin – Schrei nach Gerechtigkeit
- 2012: Miriam F. Glover (in der Rolle Bettina) in Django Unchained
- 2013: Dominique Moore (in der Rolle Despina) in Der Medicus
- 2013–2019: Uzo Aduba (in der Rolle Suzanne ‘Crazy Eyes’ Warren) in Orange Is the New Black
- 2014: S’Thandiwe Kgoroge (in der Rolle Marie Louise) in Hectors Reise oder die Suche nach dem Glück
- 2015: Dana Gourrier (in der Rolle Minnie Mink) in The Hateful Eight
- 2016: Gabourey Sidibe (in der Rolle Banu) in Der Spion und sein Bruder
- 2017: Danai Gurira (in der Rolle Afeni Shakur) in All Eyez on Me
- 2017–2023: Olunike Adeliyi (in der Rolle Giselle Bois) in Workin’ Moms (Fernsehserie)
- 2018: Danai Gurira (in der Rolle Okoye) in Avengers: Infinity War
- 2018: Danai Gurira (in der Rolle Okoye) in Black Panther
- 2018: Michaela Coel (in der Rolle Kate Ashby) in Black Earth Rising (Fernsehserie, acht Folgen)
- 2019: Danai Gurira (in der Rolle General Okoye) in Avengers: Endgame
- 2019: Cynthia Erivo (in der Rolle Harriet/Minty) in Harriet – Der Weg in die Freiheit
- 2019: Uzo Aduba (in der Rolle Carla Monroe) in Beats
- 2021: Danai Gurira (in der Rolle Okoye) in What If…? (Fernsehserie)
- 2022: Esco Jouléy (in der Rolle Jay) in State of the Union (Fernsehserie, zehn Folgen)
- 2022: Danai Gurira (in der Rolle Okoye) in Black Panther: Wakanda Forever
- 2023:  Uzo Aduba (in der Rolle Edie Flowers) in Painkiller (Fernsehserie, sechs Folgen)

### Als Theaterschauspielerin
- 2007–2010: SchwarzWeißLila am Grips-Theater Berlin unter Regie von Yüksel Yolcu
- 2011: Ameisenreport am Mousonturm Frankfurt/Main unter Regie von Heike Scharpff
- 2012: Welt 3.0 Maschinerie Hilfe am Theater Konstanz unter Regie von Clemens Bechtel und Thokozani Kapiri
- 2012: Licht im Dunkel am HAU unter Regie von Volker Hesse
- 2015: Rosemarie am Ballhaus Ost Berlin unter Regie von Sonya Schönberger
- 2015–2018: Alle da am Atze Musiktheater Berlin unter Regie von Göksen Güntel
- 2016: Geächtet am Theater am Kudamm Berlin unter Regie von Arash T. Riahi
- 2016–2018: Weihnachten auf dem Balkon am Winterhuder Fährhaus Hamburg und Theater am Kudamm Berlin unter Regie von Jürgen Wölffer
- 2018: The Welcome Party auf den Ruhrfestspielen unter Regie von Sue Buckmaster
- 2019–2020: The Nation am Schauspiel Frankfurt unter Regie von David Bösch
- 2020: Das Herz der Krake am Deutschen Theater Berlin unter Regie von Nora Schlocker

### Als Hörspielsprecherin
- 2014: Flugzeuge im Kopf für alias Film
- 2018: Max Annas: Illegal (Marie) – Bearbeitung und Regie: Uwe Schareck (Hörspielbearbeitung, Kriminalhörspiel – Deutschlandfunkkultur)
- 2018: Simplicissimus für Deutschlandfunkkultur
- 2018: Alien für Stil und Musik/Audible
- 2019: Death Note – Die komplette Hörspielreihe (nach der Mangaserie von Tsugumi Ōba und Takeshi Obata), Lübbe Audio (Download), ISBN 978-3-8387-9298-9.

### Als Hörbuchsprecherin
- 2020: Reni Eddo-Lodge: Warum ich nicht länger mit Weißen über Hautfarbe spreche (Audible exklusiv)
- 2021: J.K. Rowling: Die Märchen von Beedle dem Barden, der Hörverlag, ISBN 978-3-8445-4544-9
- 2021: Octavia E. Butler: Wilde Saat, Random House Audio, ISBN 978-3-8371-5628-7 (Hörbuch Download)

### Als Videospielsprecherin
- 2016: Overwatch
- 2017: Assassin’s Creed Origins
- 2017: Far Cry New Dawn
- 2020: Cyberpunk 2077
- 2023: Hogwarts Legacy